# Distretto di Mazari Sharif
Il distretto di  Mazari Sharif è un distretto dell'Afghanistan appartenente alla provincia di Balkh.
| Controllo di autorità | VIAF (EN) 157097299 · LCCN (EN) n79127651 |